# 1883 Rimito
Az 1883 Rimito (ideiglenes jelöléssel 1942 XA) a Naprendszer kisbolygóövében található aszteroida. Yrjö Väisälä fedezte fel 1942. december 4-én.